# A Noble was Born in Chaos
A Noble was Born in Chaos – drugi singel zespołu Versailles. Singel był dystrybuowany wyłącznie podczas koncertu w Shibuya-AX 19 marca 2008 roku. Wszystkie trzy utwory znajdują się również w albumie NOBLE.

## Lista utworów
| Nr | Tytuł                   | Autorzy tekstów | Muzyka | Czas |
| -- | ----------------------- | --------------- | ------ | ---- |
| 1. | "Aristocrat's Symphony" | Kamijo          | Kamijo | 6:15 |
| 2. | "SUZERAIN"              | Kamijo          | Hizaki | 4:20 |
| 3. | "zombie"                | Kamijo          | Teru   | 3:52 |